# Герб Ленінського району (Луганськ)
Герб Ленінського району — один з символів Ленінського району міста Луганська.

## Опис
Герб Ленінського району Луганська являє собою геральдичний щит, обвитий мантією золотаво-бронзового кольору з рослинного орнаменту.
На вершині щита розміщено зображення кам'яної корони — елементу герба Луганська, що визначає приналежність району до міста. На чолі корони стилізованим слов'янським шрифтом кольору бронзи розміщено напис «Луганськ».
З обох боків корони виступають чавунні гармати. Під короною на щиті знаходиться напис «ЛЕНІНСЬКИЙ РАЙОН».
В центрі щита розташована шестерня з 12 зубців золотого кольору. В центрі шестерні зображена розкрита книга. На полі книги знаходиться зображення палаючого світильника. Знизу під шестернею зображено силует ліри, на фоні якої зображено театральні маски. За зображенням ліри в боки з двох сторін майорять дві стрічки.

## Символіка
- Шестерня з 12 зубцями символізує 12 місяців року та відповідно відображає геральдичний символ машинобудування, що підкреслює домінуючу економічну потугу району.
- Книга — символ науки, освіти, знань, як найбільше зосередження вищих навчальних та проектно-дослідницьких закладів в районі міста.
- Світильник уособлює духовне відродження, загально-громадську освіту.
- Ліра — символ музичних закладів району.
- Театральні маски вказують на театральні заклади, розташовані на території Ленінського району.
- Стрічки символізують народну творчість та народні свята.
- Мантія, що обвиває щит золотаво-бронзового кольору, символізує спокій, добробут, захищеність, багатство.
- Колір бронзи — міцність, стабільність, непорушність.
- Золотий (жовтий) колір — символ сили, вірності, сонця, багатства. Цим кольором на гербі зображені напис «Ленінський район», шестерня та театральні маски.
- Бірюзовий колір — похідний з двох: зеленого і блакитного, що символізує красу, ясність, велич, радість, волю, достаток. Цим кольором позначено поле щита.
- В центрі, в колі шестерні — малиновий колір — символ хоробрості, мужності та безстрашності.